# Pupillometer
Et pupillometer er et apparat til at måle pupilstørrelser under forskellige lysforhold. Dette benyttes blandt andet ved vurdering af forhold omkring øjenoperationer. 
Et pupillometer kan enten være et avanceret måleinstrument, der via en øjenmuffe belyser og måler pupillens størrelse via digitalteknik, eller et meget simpelt kort med de forskellige pupilstørrelser påtrykt, hvor man med ved sammenligning finder den korrekte pupilstørrelse.
Dansk politi har taget pupillometret i brug i 2007 med det formål at afsløre om en person er påvirket af stoffer eller træthed. Man har valgt den simple metode med et kort med pupilstørrelser på den ene side og et skema med forskellige andre tegn på at personen er påvirket på den anden.
I filmen Blade Runner indgår et futuristisk pupillometer i den såkaldte Voight-Kampff test, der kan afsløre en replikant, når den emotionelle reaktion udebliver.